# Olivier V de Clisson

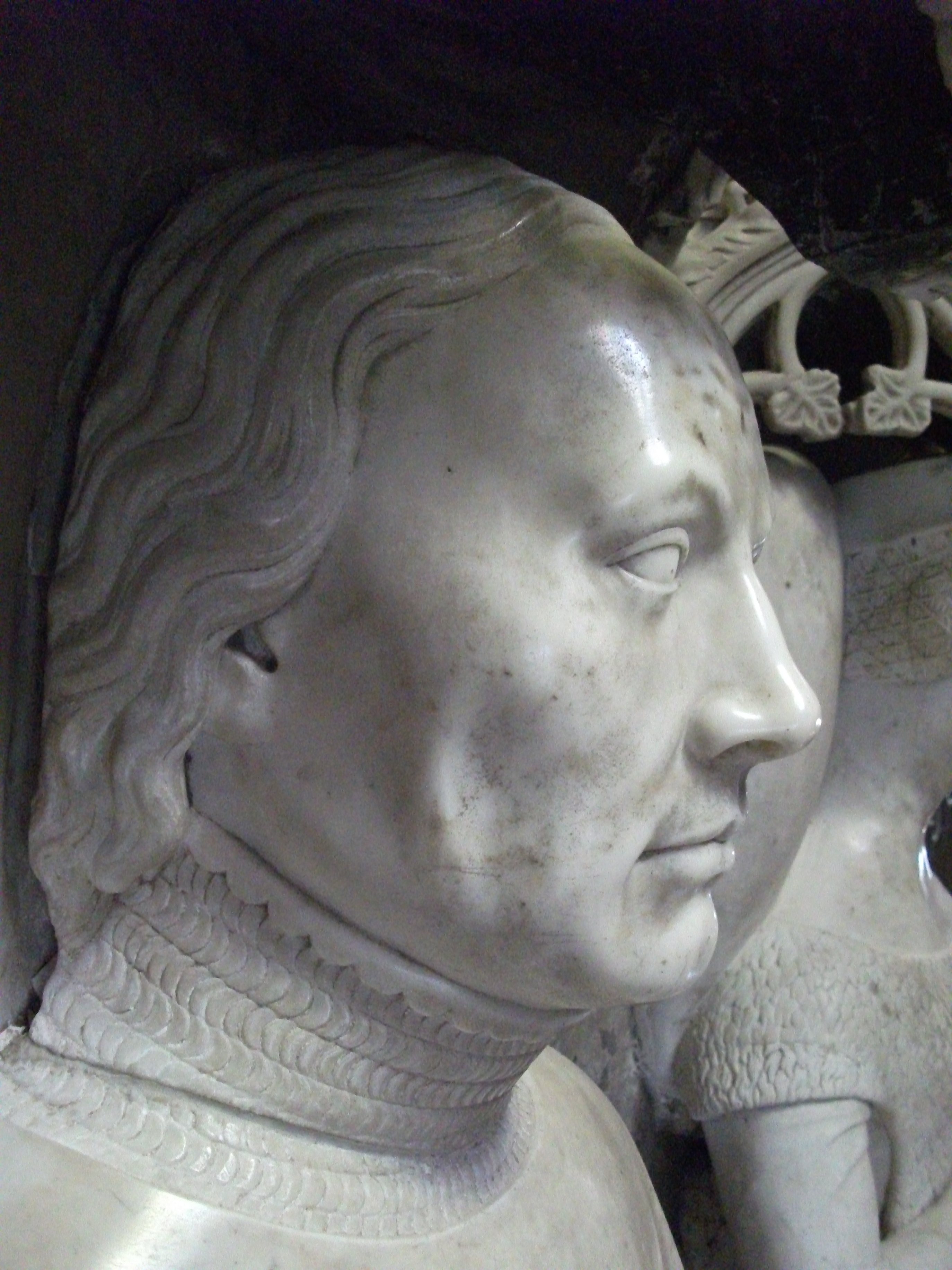
Olivier de Clisson, afgebeeld op zijn grafmonument in de kerk van Josselin.

Olivier de Clisson (Kasteel van Clisson, 1336 – Kasteel van Josselin, 23 april 1407) was een Bretons soldaat van adellijke afkomst die ten tijde van de Honderdjarige Oorlog met de Fransen meevocht. Door zijn wreedheid in de strijd kreeg hij de bijnaam le Boucher (de Slachter).

## Biografie

### In dienst van Engeland
Olivier de Clisson werd geboren als zoon van Olivier IV de Clisson en Jeanne de Belleville op het ouderlijk slot van Clisson. In 1343 werd zijn vader vanwege vermeend verraad onthoofd op last van koning Filips VI van Frankrijk. Na deze executie zwoer zijn vrouw wraak op de Franse koning en begon ze aan kaapvaart in Het Kanaal. In 1356 ging de familie in Engeland wonen na haar huwelijk met Walter Bentley. Op 23-jarige leeftijd ging Olivier de Clisson dienen in het leger van Jan van Montfort in de Bretonse Successieoorlog. Hij wist zich tijdens de Slag bij Auray te onderscheiden, waarbij hij een oog verloor en de bijnaam "de Slager" kreeg toebedeeld. 

### In dienst van Frankrijk

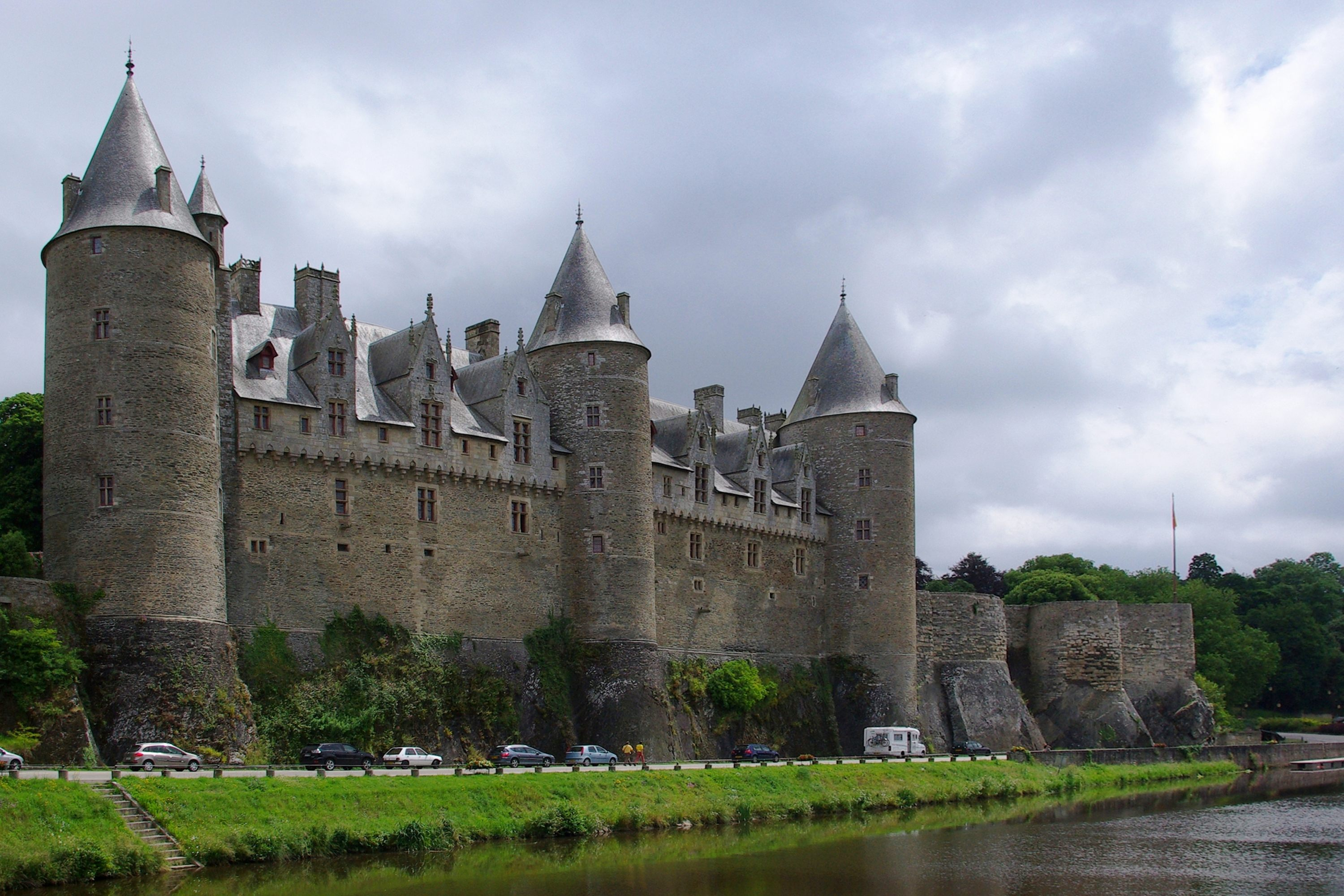
Het Kasteel van Josselin, dat onder leiding van Olivier de Clisson flink werd uitgebreid en verbouwd.

Tijdens de oorlog in Bretagne wekte Montfort de woede van Clisson op door Sir John Chandos voortdurend te bevoorrechten en toen hij Chandos voor diens diensten beloonde met een stad en een kasteel, werd Clisson zo kwaad dat hij een aanval ondernam op het voor Chandos bestemde kasteel en het met de grond gelijk maakte; met de stenen liet hij zijn eigen kasteel bouwen.
Koning Karel V van Frankrijk had hem de gebieden teruggegeven die zijn vader ontnomen waren en getracht hem met geschenken voor zich te winnen. In 1369 schaarde hij zich aan de Franse zijde van het honderdjarig conflict.
In 1370 verkreeg Olivier de Clisson de heerlijkheid Josselin en begon met de bouw van het Kasteel van Josselin. In datzelfde jaar ging hij dienen in het leger van Bertrand du Guesclin. Na de dood van Guesclin in 1380 ontving hij de titel connétable van Frankrijk. In 1382 had hij een belangrijk aandeel in de Franse overwinning in de Slag bij Westrozebeke tegen de Vlaamse opstandelingen. Daarna leidde hij legers in Poitou en het graafschap Vlaanderen. Olivier de Clisson had ook de leiding over een mislukte invasie van Engeland.
Toen hij in 1392 terugkeerde in Parijs deed Pierre de Craon, die in dienst was bij Jan IV van Bretagne, een poging hem te vermoorden. Hij wachtte Clisson op in een nauwe straat. Zijn bedienden vluchtten, maar het maliënkolder dat hij droeg, redde zijn leven en hij kon zijn aanvallers nog met het zwaard te lijf, maar viel van zijn paard en stootte zijn hoofd aan de deur van een bakkerij, waarop hij buiten westen raakte. Craon was al naar Bretagne gevlucht in de veronderstelling dat Clisson dood was. Om hertog Jan IV en Craon te straffen trok koning Karel VI, vergezeld van Clisson, naar Bretagne, maar tijdens deze campagne werd de koning overvallen door waanzin. Karels ooms geloofden dat Clisson daaraan schuldig was en het parlement veroordeelde hem tot verbanning. Na zijn verbanning herstelde hij het contact met hertog Jan IV van Bretagne. Na diens dood werd hij benoemd tot beschermer van het hertogdom en tot voogd van de jonge hertog Jan V.
Olivier de Clisson overleed in 1407 als een van de rijkste edelen van Frankrijk. Zijn nalatenschap kwam in handen van de Bretonse adellijke familie De Rohan.

## Huwelijk en kinderen
Olivier de Clisson was getrouwd met Catharina van Laval en kreeg met haar twee kinderen:
- Beatrix, trouwde met Alain VIII de Rohan
- Margarita, trouwde met Jan I van Châtillon